# Lori de Forsten
El lori de Forsten (Trichoglossus forsteni) és una espècie d'ocell de la família dels psitàcids que habita els boscos de les illes Petites de la Sonda. Conté diverses subespècies, ubicades tradicionalment a Trichoglossus haematodus.